# (1135) Colchis
(1135) Colchis ist ein Asteroid des Hauptgürtels, der am 3. Oktober 1929 von dem russischen Astronomen Grigori Nikolajewitsch Neuimin in Simejis entdeckt wurde.
Der Name ist abgeleitet von Kolchis, der früheren Bezeichnung für eine Region in Kleinasien, dem heutigen Georgien.